# Jeff Moran
Pour les articles homonymes, voir Moran.
Né à Montréal au Québec en 1973, Jeff Moran (aussi connu sous les noms de Jean-François Moran et Moran) est un auteur-compositeur-interprète, poète et réalisateur actif sur les scènes musicales québécoise et française.

## Biographie
Reconnu pour ses textes, il est l’auteur de chansons figurant sur les albums d’artistes tels que Catherine Major, Daniel Lavoie, La Bronze, Daran, Luce Dufault, Sylvie Paquette et Valérie Carpentier. On a pu entendre certains de ses titres à la télévision, notamment la chanson Ma voix, présentée en ouverture de la 5e saison de l’émission La Voix, diffusée sur les ondes de TVA.
En 2005, il remporte le concours Ma première place-des-Arts en se voyant décerner le premier prix dans les catégories « Auteur-compositeur-interprète » et « Chanson de l’année ». Il reçoit le prix Gilles-Vigneault remis par la SPACQ en 2006. Il est également deux fois lauréat du Coup de cœur francophone de l'Académie Charles-Cros (2008 et 2012).
En 2010, il est nommé au Gala de l'ADISQ dans la catégorie « Auteur-compositeur de l’année ».

## Discographie
- 2016 : Le Silence des chiens
- 2012 : Sans abri
- 2009 : Mammifères
- 2007 : Tabac

## Vidéographie
- 2016 : Chez toi (vidéoclip officiel), réalisation Michel Langlois, Jeff Moran et Tiphaine Roustang

## Récompenses
- 2012 : Coup de cœur de l’Académie Charles-Cros (France)
- 2008 : Coup de cœur de l’Académie Charles-Cros (France)
- 2007 : Prix Tremplin Découvertes du festival Les Déferlantes francophones de Capbreton (France)
- 2006 : Prix Gilles-Vigneault décerné par la SPACQ
- 2005 : Grand gagnant du concours Ma première place-des-Arts dans les catégories « Auteur-compositeur  de l’année »  et « Chanson de l’année »